# Strade Bianche 2023
La 17.ª edición de la clásica ciclista Strade Bianche  fue una carrera en Italia que se celebró el 4 de marzo de 2023 sobre un recorrido de 184 kilómetros con inicio y final en la ciudad de Siena, Italia.
La carrera formó parte del UCI WorldTour 2023, calendario ciclístico de máximo nivel mundial, siendo la quinta carrera de dicho circuito y fue ganada por el británico Thomas Pidcock del INEOS Grenadiers. Completaron el podio, como segundo y tercer clasificado respectivamente, el francés Valentin Madouas del Groupama-FDJ y el belga Tiesj Benoot del Jumbo-Visma.

## Recorrido
La carrera comenzó y terminó en la ciudad de Siena, realizada en su totalidad en el sur de la provincia de Siena, en la Toscana. La carrera es especialmente conocido por sus caminos de tierra blanca (strade bianche o sterrati).
En cuanto al recorrido de la edición de 2023, apenas hubo diferencias en los primeros kilómetros respecto a la prueba de 2022, donde se incluyeron 11 sectores y 63 kilómetros de tramos de tierra, un 34% de la prueba, un porcentaje realmente llamativo en una carrera que se disputó sobre una distancia total de 184 kilómetros.
La carrera terminó como en años anteriores en la famosa Piazza del Campo de Siena, después de una estrecha ascensión adoquinada en la Via Santa Caterina, en el corazón de la ciudad medieval, con tramos de hasta el 16% de pendiente máxima.
Sectores de caminos de tierra:
| Número | Nombre                | Km    | Longitud (m) | Desnivel máximo | Categoría         |
| ------ | --------------------- | ----- | ------------ | --------------- | ----------------- |
| 1      | Vidritta              | 17,6  | 2100         | —               | *                 |
| 2      | Bagnaia               | 25    | 5800         | 15%             | * · * · *         |
| 3      | Radi                  | 36,9  | 4400         | 12%             | * · *             |
| 4      | La Piana              | 47,6  | 5500         | —               | * · *             |
| 5      | Lucignano d'Asso      | 75,8  | 11 900       | —               | * · * · *         |
| 6      | Pieve a Salti         | 87,7  | 8000         | 11%             | * · * · * · *     |
| 7      | San Martino in Grania | 111,7 | 9500         | 12%             | * · * · * · *     |
| 8      | Monte Sante Marie     | 130   | 11 500       | 18%             | * · * · * · * · * |
| 9      | Monteaperti           | 160   | 800          | 13%             | * · *             |
| 10     | Colle Pinzuto         | 164   | 2400         | 15%             | * · * · * · *     |
| 11     | Le Tolfe              | 171   | 1100         | 18%             | * · * · * · *     |

## Equipos participantes
Tomaron parte en la carrera 25 equipos:los 18 de categoría UCI WorldTeam y 7 de categoría UCI ProTeam. Formaron así un pelotón de 174 ciclistas de los que acabaron 129. Los equipos participantes fueron:
| WorldTeams (18)- AG2R Citroën Team - Alpecin-Deceuninck - Astana Qazaqstan Team - Bahrain Victorious - Bora-Hansgrohe - Cofidis - EF Education-EasyPost - Groupama-FDJ - Ineos Grenadiers - Intermarché-Circus-Wanty - Jumbo-Visma - Movistar Team - Soudal Quick-Step - Arkéa-Samsic - Team Jayco AlUla - Team DSM - Trek-Segafredo - UAE Team Emirates ProTeams (7)- Eolo-Kometa - Green Project-Bardiani CSF-Faizanè - Israel-Premier Tech - Lotto Dstny - Q36.5 Pro Cycling Team - TotalEnergies - Tudor Pro Cycling Team |
| |

## Clasificación final
- La clasificación finalizó de la siguiente forma:[3]

### Clasificación general
| \| Clasificación general \| Clasificación general \| Clasificación general \| Clasificación general \| Clasificación general \| \| Ciclista \| Ciclista \| Equipo \| Tiempo \| \| \| --------------------- \| --------------------- \| ------------------------ \| --------------------- \| --------------------- \| \| 1.º \| Thomas Pidcock \| Ineos Grenadiers \| 4 h 31 min 41 s \| \| \| 2.º \| Valentin Madouas \| Groupama-FDJ \| + 20 s \| \| \| 3.º \| Tiesj Benoot \| Jumbo-Visma \| + 22 s \| \| \| 4.º \| Rui Alberto Costa \| Intermarché-Circus-Wanty \| + 23 s \| \| \| 5.º \| Attila Valter \| Jumbo-Visma \| + 23 s \| \| \| 6.º \| Matej Mohorič \| Bahrain Victorious \| + 34 s \| \| \| 7.º \| Pello Bilbao \| Bahrain Victorious \| + 1 min 04 s \| \| \| 8.º \| Romain Grégoire \| Groupama-FDJ \| + 1 min 18 s \| \| \| 9.º \| Davide Formolo \| UAE Team Emirates \| + 1 min 23 s \| \| \| 10.º \| Andreas Kron \| Lotto Dstny \| + 1 min 35 s \| \| \| 11.º \| Alexéi Lutsenko \| Astana Qazaqstan Team \| + 1 min 44 s \| \| \| 12.º \| Quinn Simmons \| Trek-Segafredo \| + 2 min 26 s \| \| \| 13.º \| Tim Wellens \| UAE Team Emirates \| + 2 min 26 s \| \| \| 14.º \| Diego Ulissi \| UAE Team Emirates \| + 2 min 26 s \| \| \| 15.º \| Mathieu van der Poel \| Alpecin-Deceuninck \| + 2 min 26 s \| \| \| 16.º \| Alex Aranburu \| Movistar Team \| + 2 min 26 s \| \| \| 17.º \| Toms Skujiņš \| Trek-Segafredo \| + 2 min 26 s \| \| \| 18.º \| Michał Kwiatkowski \| Ineos Grenadiers \| + 2 min 26 s \| \| \| 19.º \| Thibaut Pinot \| Groupama-FDJ \| + 2 min 26 s \| \| \| 20.º \| Warren Barguil \| Arkéa-Samsic \| + 2 min 26 s \| \| |                      |                          |                 |
| |                      |                          |                 |
| Fuente: ProCyclingStats |                      |                          |                 |
| Clasificación general |                      |                          |                 |
| Ciclista | Ciclista             | Equipo                   | Tiempo          |
| 1.º | Thomas Pidcock       | Ineos Grenadiers         | 4 h 31 min 41 s |
| 2.º | Valentin Madouas     | Groupama-FDJ             | + 20 s          |
| 3.º | Tiesj Benoot         | Jumbo-Visma              | + 22 s          |
| 4.º | Rui Alberto Costa    | Intermarché-Circus-Wanty | + 23 s          |
| 5.º | Attila Valter        | Jumbo-Visma              | + 23 s          |
| 6.º | Matej Mohorič        | Bahrain Victorious       | + 34 s          |
| 7.º | Pello Bilbao         | Bahrain Victorious       | + 1 min 04 s    |
| 8.º | Romain Grégoire      | Groupama-FDJ             | + 1 min 18 s    |
| 9.º | Davide Formolo       | UAE Team Emirates        | + 1 min 23 s    |
| 10.º | Andreas Kron         | Lotto Dstny              | + 1 min 35 s    |
| 11.º | Alexéi Lutsenko      | Astana Qazaqstan Team    | + 1 min 44 s    |
| 12.º | Quinn Simmons        | Trek-Segafredo           | + 2 min 26 s    |
| 13.º | Tim Wellens          | UAE Team Emirates        | + 2 min 26 s    |
| 14.º | Diego Ulissi         | UAE Team Emirates        | + 2 min 26 s    |
| 15.º | Mathieu van der Poel | Alpecin-Deceuninck       | + 2 min 26 s    |
| 16.º | Alex Aranburu        | Movistar Team            | + 2 min 26 s    |
| 17.º | Toms Skujiņš         | Trek-Segafredo           | + 2 min 26 s    |
| 18.º | Michał Kwiatkowski   | Ineos Grenadiers         | + 2 min 26 s    |
| 19.º | Thibaut Pinot        | Groupama-FDJ             | + 2 min 26 s    |
| 20.º | Warren Barguil       | Arkéa-Samsic             | + 2 min 26 s    |

## Ciclistas participantes y posiciones finales
Convenciones:
- AB: Abandono
- FLT: Retiro por llegada fuera del límite de tiempo
- NTS: No tomó la salida
- DES: Descalificado o expulsado

## UCI World Ranking
La Strade Bianche otorgó puntos para el UCI World Ranking para corredores de los equipos en las categorías UCI WorldTeam, UCI ProTeam y Continental. Las siguientes tablas son el baremo de puntuación y los diez corredores que obtuvieron más puntos:
| Posición   | 1.º | 2.º | 3.º | 4.º | 5.º | 6.º | 7.º | 8.º | 9.º | 10.º | 11.º | 12.º | 13.º | 14.º | 15.º | 16.º-20.º | 21.º-30.º | 31.º-50.º | 51.º-55.º | 56.º-60.º |
| Puntuación | 400 | 320 | 260 | 220 | 180 | 140 | 120 | 100 | 80  | 68   | 56   | 48   | 40   | 32   | 28   | 24        | 16        | 8         | 4         | 2         |

| Clasificación |                  |                          |        |
| Ciclista      | Ciclista         | Equipo                   | Puntos |
| ------------- | ---------------- | ------------------------ | ------ |
| 1.º           | Thomas Pidcock   | INEOS Grenadiers         | 400    |
| 2.º           | Valentin Madouas | Groupama-FDJ             | 320    |
| 3.º           | Tiesj Benoot     | Jumbo-Visma              | 260    |
| 4.º           | Rui Alberto      | Intermarché-Circus-Wanty | 220    |
| 5.º           | Attila Valter    | Jumbo-Visma              | 180    |
| 6.º           | Matej Mohorič    | Bahrain Victorious       | 140    |
| 7.º           | Pello Bilbao     | Bahrain Victorious       | 120    |
| 8.º           | Romain Grégoire  | Groupama-FDJ             | 100    |
| 9.º           | Davide Formolo   | UAE Emirates             | 80     |
| 10.º          | Andreas Kron     | Lotto Dstny              | 68     |